# Krugerlaan 16 (Baarn)
De villa Krugerlaan 16 is een gemeentelijk monument in de wijk Transvaal van Baarn in de provincie Utrecht.
Opvallend is de rechter helft van de villa. De smalle strook metselwerk in combinatie met de houten stijlen treken de aandacht. Boven de veranda is een overdekt balkon met daar weer boven een overstekende daklijst. De ingang bevindt zich aan de rechterzijde.
De linkerhelft van het pand is in tegenstelling tot de rechter helft wit bepleisterd. De erker aan de linkergevel is in 1917 aangebouwd.